# Leptotyphlops borapeliotes
Leptotyphlops borapeliotes är en kräldjursart som beskrevs av  Paulo Emilio Vanzolini 1996. Leptotyphlops borapeliotes ingår i släktet Leptotyphlops och familjen Leptotyphlopidae. Inga underarter finns listade i Catalogue of Life.